# Симон Виклунд
Симон Виклунд (енгл. Simon Viklund, рођен као Simon Wiklund; Стокхолм, 1. децембар 1971) је шведски дизајнер звука и креатор видео игара. Његов најпрепознатљивији пројекат је Payday серијал, на коме је радио као композитор и где је давао глас карактеру под именом Бејн.
Виклунд се 2000. године придрижио компанији Grin коју је основао његов пријатељ Улф Андерсон. Радили су на многим видео играма све до 2009. године, када је компанија банкротирала. Након банкрота, Виклунд, Улф Андерсон и његов брат Бо су основали компанију Overkill Software. Напушта Overkill 2015. године и постaје фриленсер. Тренутно, поред фриленсовања, сарађује са компанијом 10 Chambers Collective, коју је такође основао Улф Андерсон.

## Биографија

### Детињство
Симон Виклунд је рођен 1. децембра 1979. године у Стокхолму. Његови родитељи су били музичари, па је под њиховим утицајем, као веома млад, научио да свира клавир, гитару, бас гитару, бубњеве, али такође и да пева. Певао је у црквеном хору и кратак период је био певач у средњошколском бенду.
У средњој школи га је занимала уметност, али је касније постао више наклоњен музици.

### Каријера
Запослио се 2000. године у компанији Grin као композитор и инжењер звука и учествовао је у њиховом првом пројекту, Ballistics. Учествовао је у многим њиховим пројектима, међу којима се налази и  Tom Clancy's Ghost Recon Advanced Warfighter (2006). Компанија Grin је 2009. године прогласила банкрот и Виклунд је почео да ради као фриленсер.
Виклунд је 2009. године, заједно са браћом Андерсон, основао компанију Overкill Software. Виклунд је компоновао музичку подлогу за прву игру компаније, Payday: The Heist. Инспирација за игру је био филм из 1995. године, Врелина. Позајмио је глас карактеру под именом Бејн.
Променио је име из Wiklund у Viklund јер су странци често погрешно изговарали његово име, а слова "V" и "W" се у шведском језику изговарају веома слично.
Виклунд је 18. августа 2015. године напустио компанију да би се фокусирао на своје музичке пројекте. Међутим, наставио је да позајмљује глас карактеру Бејн и компоновао је музику за игру Payday 2, радећи као фриленсер.

## Музика
Виклундова музика се заснива на елементима електронске музике као што су техно, електро, дабстеп, али садржи и елементе рока и репа.
Своје песме компонује тако што прво запише мелодију коју замисли, онда одређује акодрдни низ на акустичној гитари, а након тога компонује песму на рачунару.

## Досадашњи рад
- Ballistics (2001, Grin) - композитор, инжењер звука[7]
- Bandits: Phoenix Rising (2002, Grin) - композитор, инжењер звука[7]
- Tom Clancy's Ghost Recon: Advanced Warfighter (2006, Grin) - инжењер звука[7]
- Tom Clancy's Ghost Recon: Advanced Warfighter 2 (2007, Grin) - инжењер звука
- Bionic Commando Rearmed (2008, Grin) - композитор, инжењер звука
- Bionic Commando (2009, Grin) - композитор, инжењер звука
- Terminator Salvation (2009, Grin) - инжењер звука
- Final Fight: Double Impact (2010, Capcom) - оркестрант
- Bionic Commando Rearmed 2 (2011, Capcom) - композитор, писац и креативни консултант
- Street Fighter III: 3rd Strike Online Edition (2011, Capcom) - композитор[7]
- Payday: The Heist (2011, Overkill Software) - композитор, инжењер звука, креативни директор
- Brothers: A Tale of Two Sons (2013, Starbreeze Studios) - инжењер звука и музички консултант
- Payday 2 (2013, Overkill Software) - композитор, инжењер звука, главни инжењер[8]
- Gear Up (2014, Doctor Entertainment) - музика за трејлер
- Dead by Daylight (2016, Behaviour Interactive) - музика за трејлер[9]
- Robonauts (2017, Qubic Games) - композитор
- GTFO (2019, 10 Chambers Collective) - композитор, инжењер звука[10]